# SV Röchling Völklingen
El SV Röchling Völklingen es un equipo de fútbol de Alemania que juega en la Oberliga Rheinland-Pfalz/Saar, una de las ligas regionales que conforman la quinta división de fútbol en el país.

## Historia
Fue fundado el 26 de abril de 1906 en la ciudad de Völklingen con el nombre FC Völklingen hasta que en 1912 cambian su nombre por el de SV Völklingen, el cual mantuvieron hasta su desaparición en 1916 como consecuencia de la disputa del territorio de Sarre durante la Primera Guerra Mundial.
En 1919 el club es refundado como VfB Völklingen y se unió a la Kreislliga Saar antes del año siguiente en el que retomaron su nombre anterior, aunque después el club fue disuelto nuevamente luego de finalizar la Segunda Guerra Mundial debido a la ocupación de las fuerzas aliadas en Alemania.
En 1947 el club vuelve a refundarse como SuSG Völklingen como parte de la Oberliga Sudwest antes de pasar a la Ehrenliga Saarland, una liga de fútbol hecha por las autoridades francesas en Sarre, en la que jugaron por tres temporadas cuando no se sabía con certeza el futuro del territorio de Sarre, que a consecuencia de la situación, Sarre participó para la eliminatoria al mundial de Suiza 1954, pasando a jugar en la 2. Oberliga Sudwest en 1961.
Con el nacimiento de la Bundesliga en 1963, el club se convirtió en uno de los equipos fundadores de la Regionalliga Sudwest, segunda división de Alemania en ese entonces, en la que a inicios de los años 1970s estuvo cerca de lograr el ascenso a la Bundesliga sin conseguirlo y en la temporada de 1975/76 llegó a los cuartos de final de la Copa de Alemania en donde fue eliminado por el Hertha BSC 1-2 en tiempo extra.
El nombre actual del club se debe a la familia Röchling, la cual era propietaria de la compañía acerera de Völklingen y principal patrocinador del club hasta que la compañía cerró operaciones en 1986.

## Palmarés
- Oberliga Südwest: 1 (III)

1979
- Amateurliga Saarland: 2 (III)

1960, 1961
- Verbandsliga Saarland: 2 (IV-V)

1983, 2002
- Saarlandliga: 1 (VI)

2011

## Jugadores

### Jugadores destacados
- Horst Eckel